# Aéroport d'El Paso
L'aéroport international El Paso (code IATA : ELP • code OACI : KELP • code FAA : ELP) est un aéroport public à 6 km au nord-est du centre-ville d'El Paso, dans le comté d'El Paso, Texas, États-Unis. C'est le plus grand aéroport commercial dans l'Ouest du Texas, avec 2 778 248 passagers en 2014. 

## Terminal principal

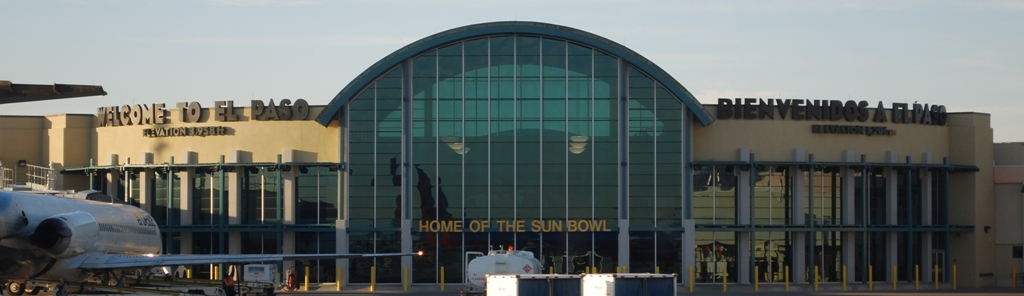
Le hall sous douane de l'aéroport hall de côté avions.

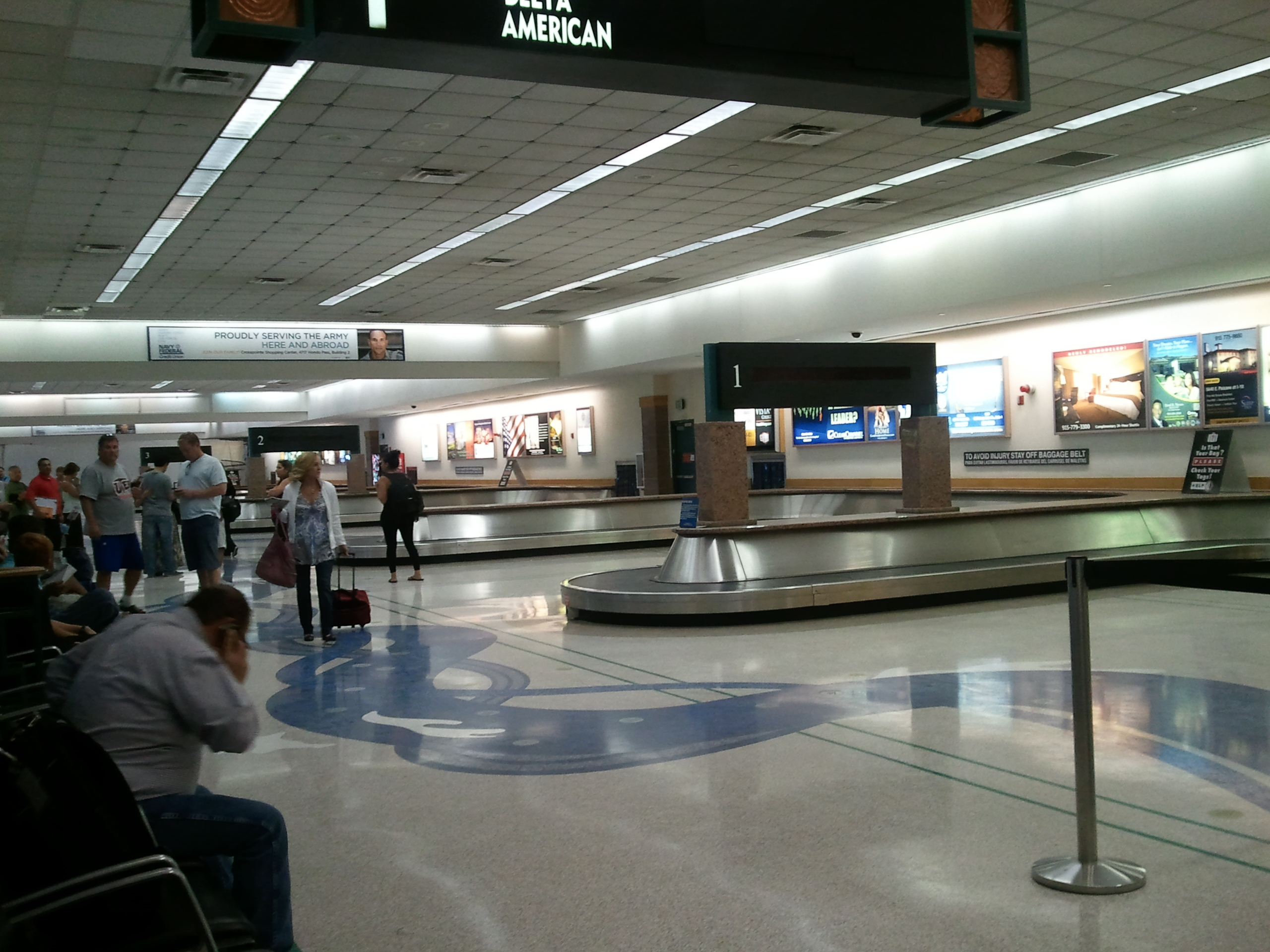
Zone de livraison des bagages.

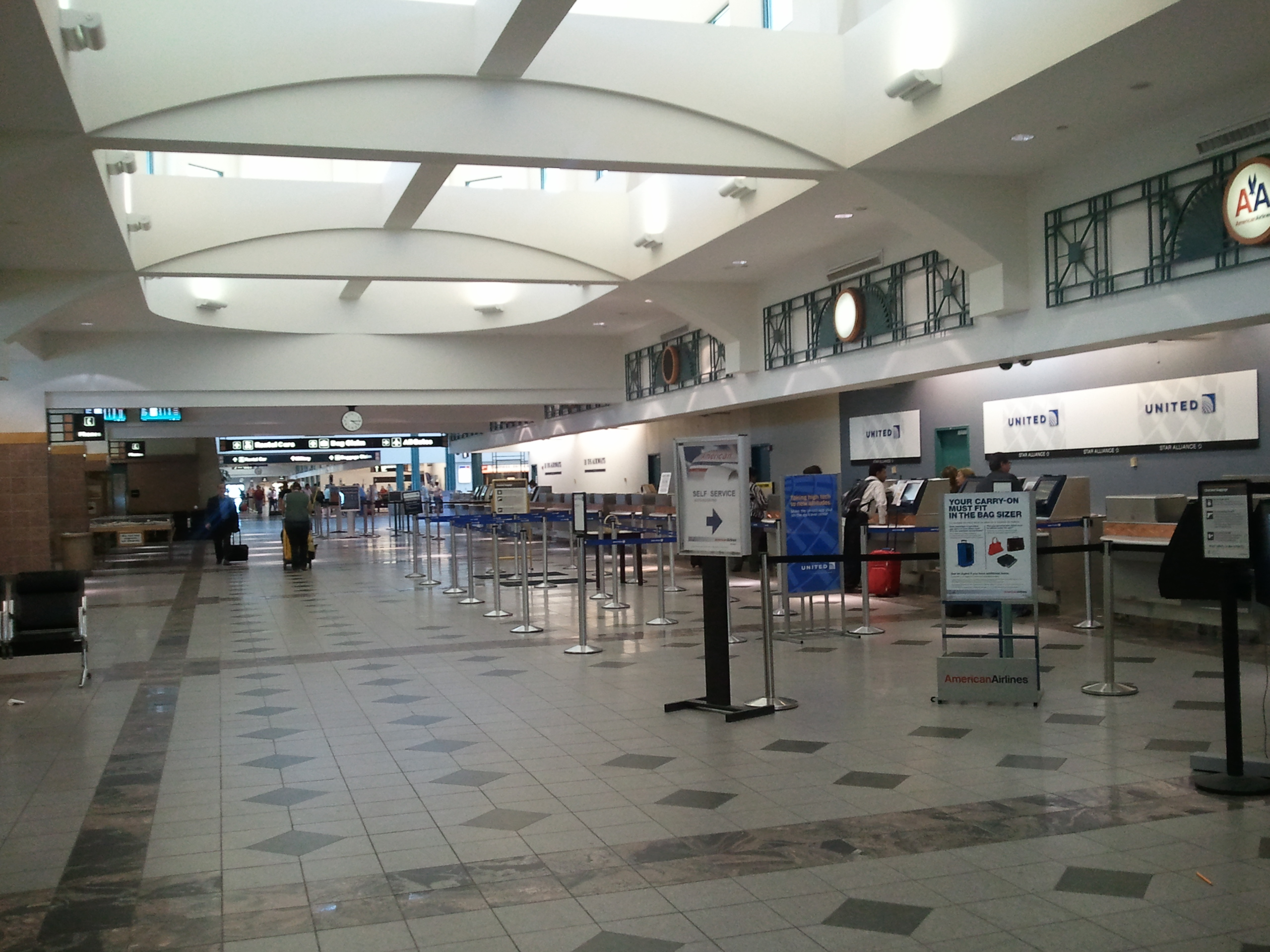
Les compagnies aériennes section service client.

## Situation
| Abilene Austin Beaumont Corpus Christi Dallas Love Dallas-Fort Worth East Texas Easterwood El Paso Houston · George-Bush Houston-Hobby Killeen · Fort Hood Laredo Lubbock Preston Smith McAllen Miller Midland Rick Husband Amarillo San Angelo San Antonio Tyler Pounds Valley Victoria Waco Wichita Falls |

## Compagnies aériennes et destinations
| Compagnies         | Destinations |
| ------------------ | --- |
| Allegiant Air      | Las Vegas-Harry-Reid, Oakland, San Diego En saison : Orlando-Sanford                                                                    |
| American Airlines  | Dallas-Fort Worth |
| American Eagle     | Chicago-O'Hare, Dallas-Fort Worth, Los Angeles, Phoenix-Sky Harbor                                                                      |
| Delta Air Lines    | Atlanta H.-Jackson |
| Frontier Airlines  | Chicago-O'Hare, Denver |
| Southwest Airlines | Austin-Bergstrom, Dallas-Love Field, Houston-W. P. Hobby, Las Vegas-Harry-Reid, Los Angeles, Phoenix-Sky Harbor, San Antonio, San Diego |
| United Express     | Chicago-O'Hare, Denver, Houston-George Bush                                                                                             |

Édité le 20/12/2017

## Statistiques
Pour des raisons techniques, il est temporairement impossible d'afficher le graphique qui aurait dû être présenté ici.

Voir la requête brute et les sources sur Wikidata.